# Пірамідальне сортування
Пірамідальне сортування (англ. Heapsort, «Сортування купою») — алгоритм сортування, працює гарантовано за Θ(n log n) операцій при сортуванні n елементів. Кількість застосовуваної службової пам'яті не залежить від розміру масиву (тобто, O(1)).

## Опис алгоритму

Приклад сортувального дерева

Структура зберігання даних сортувального дерева

Сортування пірамідою використовує бінарне сортувальне дерево. Сортувальне дерево — це таке дерево, у якого виконані умови:
1. Кожен лист має глибину або {\displaystyle d}, або {\displaystyle d-1}, де {\displaystyle d} — максимальна глибина дерева;
2. Значення в будь-якій вершині не менші (інший варіант — не більші) за значення їх нащадків.

Зручна структура даних для сортувального дерева — такий масив Array, що Array[1] — елемент в корені, а нащадки елемента Array[i] є Array[2i] і Array[2i+1].
Алгоритм сортування складатиметься з двох основних кроків:
1. Вибудовуємо елементи масиву у вигляді сортувального дерева:
{\displaystyle {\text{Array}}[i]\geq {\text{Array}}[2i]}
{\displaystyle {\text{Array}}[i]\geq {\text{Array}}[2i+1]}
при {\displaystyle 1\leq i<n/2}
Цей крок вимагає {\displaystyle O(n)} операцій.
2. Будемо видаляти елементи з кореня по одному за раз і перебудовувати дерево. Тобто на першому кроці обмінюємо Array[1] і Array[n], перетворюємо Array[1], Array[2], … , Array[n-1] в сортувальне дерево. Потім переставляємо Array[1] і Array[n-1], перетворюємо Array[1], Array[2], … , Array[n-2] в сортувальне дерево. Процес продовжується до тих пір, поки в сортувальному дереві не залишиться один елемент. Тоді Array[1], Array[2], … , Array[n] — впорядкована послідовність.
Цей крок вимагає {\displaystyle O(n\log n)} операцій.

## Переваги та недоліки

### Переваги алгоритму
- час роботи в найгіршому випадку — {\displaystyle O(n\log n)};
- вимагає {\displaystyle O(1)} додаткової пам'яті.

### Недоліки алгоритму
- нестійкий — для забезпечення стійкості потрібно розширювати ключ;
- на майже відсортованих даних працює так само довго, як і на хаотичних даних;
- складний в реалізації;
- на одному кроці вибірку доводиться робити хаотично по всій довжині масиву — тому алгоритм погано поєднується з кешуванням і (рос. "файлом підкачки", укр. "файлом довантаження") ― віртуальної пам'яті;
- методу потрібно «миттєвий» прямий доступ; не працює на зв'язаних списках та інших структурах пам'яті послідовного доступу.

## Приклади реалізації

### C++
```
 
#include
 
<iostream>

 
#include
 
<cmath>

 

 
using
 
namespace
 
std
;

 

 
void
 
RestoreHeap
(
int
 
m
[],
 
int
 
father
,
 
int
 
last_N
)

 
{

 	
while
(
father
<=
last_N
/
2
)

 	
{

 		
int
 
maxson
=
2
*
father
;

 		
if
 
(
2
*
father
+
1
<=
last_N
 
&&
 
m
[
2
*
father
]
<
m
[
2
*
father
+
1
])
 
maxson
=
2
*
father
+
1
;

 		
if
 
(
m
[
maxson
]
>
m
[
father
])

 		
{

                 
swap
(
m
[
maxson
],
m
[
father
]);

                 
father
=
maxson
;

 		
}

 		
else
 
return
;

 

 	
}

 
}

 
void
 
HeapSort
(
int
 
m
[],
 
int
 
N
)

 
{

 	
for
 
(
int
 
i
=
N
/
2
;
 
i
>=
1
;
 
i
--
)

 		
RestoreHeap
(
m
,
i
,
N
);

 	
for
 
(
int
 
i
=
N
;
 
i
>
1
;
 
i
--
)

 	
{

 		
swap
(
m
[
1
],
m
[
i
]);

 		
RestoreHeap
(
m
,
1
,
i
-1
);

 	
}

 
}

 
void
 
read_mas
(
int
 
m
[],
int
 
&
N
)

     
{

         
cin
 
>>
 
N
;

         
for
(
int
 
i
=
1
;
i
<=
N
;
i
++
)

         
cin
 
>>
 
m
[
i
];

     
}

 
void
 
write_mas
(
int
 
m
[],
int
 
N
)

 
{

         
for
(
int
 
i
=
1
;
i
<=
N
;
i
++
)

         
cout
 
<<
 
m
[
i
]
 
<<
 
" "
;

 
}

 
int
 
main
()

 
{

     
int
 
m
[
100000
],
N
;

     
read_mas
(
m
,
N
);

     
HeapSort
(
m
,
N
);

     
write_mas
(
m
,
N
);

     
return
 
0
;

 
}

```

### Java
```
import
 
java.util.Arrays
;

public
 
class
 
HeapSort
 
{

    
public
 
static
 
void
 
main
(
final
 
String
[]
 
args
)
 
{

        
final
 
int
[]
 
a
 
=
 
{
 
3
,
4
,
5
,
6
,
2
,
23
,
567
,
9
,
1
,
4
,
0
 
};

        
System
.
out
.
println
(
Arrays
.
toString
(
a
));

        
heapSort
(
a
,
 
a
.
length
);

        
System
.
out
.
println
(
Arrays
.
toString
(
a
));

    
}

    
private
 
static
 
void
 
heapSort
(
final
 
int
[]
 
array
,
 
final
 
int
 
count
)
 
{

        
heapify
(
array
,
 
count
);

        
int
 
end
 
=
 
count
 
-
 
1
;

        
while
 
(
end
 
>
 
0
)
 
{

            
swap
(
array
,
 
end
,
 
0
);

            
siftDown
(
array
,
 
0
,
 
--
end
);

        
}

    
}

    
private
 
static
 
void
 
swap
(
final
 
int
[]
 
array
,
 
final
 
int
 
a
,
 
final
 
int
 
b
)
 
{

        
final
 
int
 
temp
 
=
 
array
[
a
]
;

        
array
[
a
]
 
=
 
array
[
b
]
;

        
array
[
b
]
 
=
 
temp
;

    
}

    
private
 
static
 
void
 
heapify
(
final
 
int
[]
 
array
,
 
final
 
int
 
count
)
 
{

        
int
 
start
 
=
 
count
 
/
 
2
 
-
 
1
;

        
while
 
(
start
 
>=
 
0
)
 
{

            
siftDown
(
array
,
 
start
,
 
count
 
-
 
1
);

            
start
--
;

        
}

    
}

    
private
 
static
 
void
 
siftDown
(
final
 
int
[]
 
array
,
 
final
 
int
 
start
,
 
final
 
int
 
end
)
 
{

        
int
 
root
 
=
 
start
;

        
while
 
(
root
 
*
 
2
 
+
 
1
 
<=
 
end
)
 
{

            
int
 
child
 
=
 
root
 
*
 
2
 
+
 
1
;

            
int
 
swap
 
=
 
root
;

            
if
 
(
array
[
swap
]
 
<
 
array
[
child
]
)
 
{

                
swap
 
=
 
child
;

            
}

            
if
 
(
child
 
+
 
1
 
<=
 
end
 
&&
 
array
[
swap
]
 
<
 
array
[
child
 
+
 
1
]
)
 
{

                
swap
 
=
 
child
 
+
 
1
;

            
}

            
if
 
(
swap
 
!=
 
root
)
 
{

                
swap
(
array
,
 
root
,
 
swap
);

                
root
 
=
 
swap
;

            
}
 
else
 
{

                
return
;

            
}

        
}

    
}

}

```

### Python
```
def
 
heapSort
(
li
):

    
def
 
downHeap
(
li
,
 
k
,
 
n
):

        
new_elem
 
=
 
li
[
k
]

        
while
 
k
 
<=
 
n
/
2
:

            
child
 
=
 
2
*
k
;

            
if
 
child
 
<
 
n
 
and
 
li
[
child
]
 
<
 
li
[
child
+
1
]:

                
child
 
+=
 
1

            
if
 
new_elem
 
>=
 
li
[
child
]:

                
break

            
li
[
k
]
 
=
 
li
[
child
]

            
k
 
=
 
child

        
li
[
k
]
 
=
 
new_elem

        
    
size
 
=
 
len
(
li
)

    
for
 
i
 
in
 
range
(
round
(
size
/
2
-
1
),
-
1
,
-
1
):

        
downHeap
(
li
,
 
i
,
 
size
-
1
)

    
for
 
i
 
in
 
range
(
size
-
1
,
0
,
-
1
):

        
temp
 
=
 
li
[
i
]

        
li
[
i
]
 
=
 
li
[
0
]

        
li
[
0
]
 
=
 
temp

        
downHeap
(
li
,
 
0
,
 
i
-
1
)

    
return
 
li

```

### Delphi
```
program
 
Heap_sort_v2
;

{$APPTYPE CONSOLE}

uses

  
SysUtils
;

type

  
aint
=
array
 
[
1
..
20
]
 
of
 
integer
;

var

  
Arr
:
aint
;
 

  
n
:
integer
;

procedure
 
change
(
var
 
a
,
 
b
:
integer
)
;

var

  
tmp
:
integer
;

begin

  
tmp
:=
a
;

  
a
:=
b
;

  
b
:=
tmp
;

end
;

procedure
 
rebuild
(
var
 
A2
:
aint
;
 
f
,
d
:
word
)
;

var

  
MaxSon
:
word
;

begin

  
MaxSon
:=
f
;

  
if
 
(
2
*
f
<=
d
)
and
(
A2
[
Maxson
]
<
a2
[
2
*
f
])
 
then

    
MaxSon
:=
2
*
f
;

  
if
 
(
2
*
f
+
1
<=
d
)
and
(
A2
[
MaxSon
]
<
A2
[
2
*
f
+
1
])
 
then

    
MaxSon
:=
2
*
f
+
1
;

  
if
 
MaxSon
<>
f
 
then

  
begin

    
change
(
A2
[
f
]
,
A2
[
MaxSon
])
;

    
rebuild
(
A2
,
MaxSon
,
d
)
;

  
end
;

end
;

procedure
 
build
 
(
var
 
A3
:
aint
;
 
n3
:
word
)
;

var

  
j
:
word
;

begin

  
for
 
j
:=
n3
 
div
 
2
 
downto
 
1
 
do

    
rebuild
(
a3
,
j
,
n3
)
;

end
;

procedure
 
heapsort
(
var
 
A1
:
aint
;
 
n1
:
word
)
;

var

  
j
:
word
;

begin

  
build
(
a1
,
n1
)
;

  
for
 
j
:=
n1
 
downto
 
2
 
do

  
begin

    
change
(
A1
[
1
]
,
A1
[
j
])
;

    
rebuild
(
A1
,
1
,
j
-
1
)
;

  
end

end
;

procedure
 
RndArrInput
(
var
 
A4
:
aint
;
 
n4
:
word
)
;

var

  
i
:
word
;

begin

  
Randomize
;

  
for
 
i
:=
1
 
to
 
n4
 
do

    
a4
[
i
]
:=
random
(
10
)
-
5
;

end
;

Procedure
 
ArrOutput
(
var
 
A5
:
aint
;
 
n5
:
word
)
;

var

  
i
:
word
;

begin

  
for
 
i
:=
1
 
to
 
n5
 
do

    
write
(
a5
[
i
]
,
' '
)
;

end
;

begin

  
Writeln
(
'enter data'
)
;

  
readln
(
n
)
;

  
RndArrInput
(
arr
,
n
)
;

  
ArrOutput
(
arr
,
n
)
;

  
heapsort
(
arr
,
n
)
;

  
readln
;

  
Arroutput
(
arr
,
n
)
;

  
writeln
(
'that
''
s all'
)
;

  
readln
;

end
.

```